# 官洲站
官洲站是广州地铁4号线与12号线其中一个换乘车站。位於中国广东省广州市海珠区官洲街道官洲岛（广州国际生物岛）中部螺旋大道交汇点的地底，為生物岛配套設施。车站於2005年12月26日随4号线大学城专线通车而启用，2025年6月29日随12号线东段通车成为换乘车站。

## 車站結構

### 车站楼层
本站共设有三層。地面為车站各出入口，周边为螺旋大道、官洲生命科学创新中心以及生物岛周边邻近建筑；地下一層為站廳層；地下二層為4號綫月台及12号线设备层；地下三层为12号线站台。
| 地下一层 | 4号线站厅                  | 售票機、客服中心、商店、警务室、安检设施 |  |  |
|          | 12号线站厅                 | 售票機、客服中心、商店、警务室、安检设施 |  |  |
| 地下二层 | 12号线设备区               | 车站设备                                 |  |  |
|          | 1 站台                     | █4号线 黃村方向（下站：万胜围）          |  |  |
|          | 岛式站台                   |                                          |  |  |
|          | 2 站台                     | █4号线 南沙客运港方向（下站：大学城北）  |  |  |
| 地下三层 | 4 站台                     | █12号线 二沙島方向（下站：北山）         |  |  |
|          | 岛式站台（卫生间、母婴室） |                                          |  |  |
|          | 3 站台                     | █12号线 大学城南方向（下站：大学城北）   |  |  |

### 站厅及换乘
官洲站站厅分为4号线和12号线两个部分，均位于地下一层，两个站厅的付费区和非付费区均通过联络接口连接，其中非付费区接口位于车站南侧。在车站控制中心旁和站厅入闸机处均设有自動體外去顫器。
为方便行人进出及换乘，4号线站厅东北侧，12号线站厅西侧被划分为收费区。4号线站厅收费区内设有3台扶手电梯、1组楼梯和1台专用电梯连接4号线月台，12号线站厅付费区则设有多条扶手电梯、专用电梯和楼梯连接12号线月台。
4号线和12号线站厅均設有自动售票機及智能客務中心。此外，官洲站另设有自动售卡/充值机以及自动售卖机。

### 月台

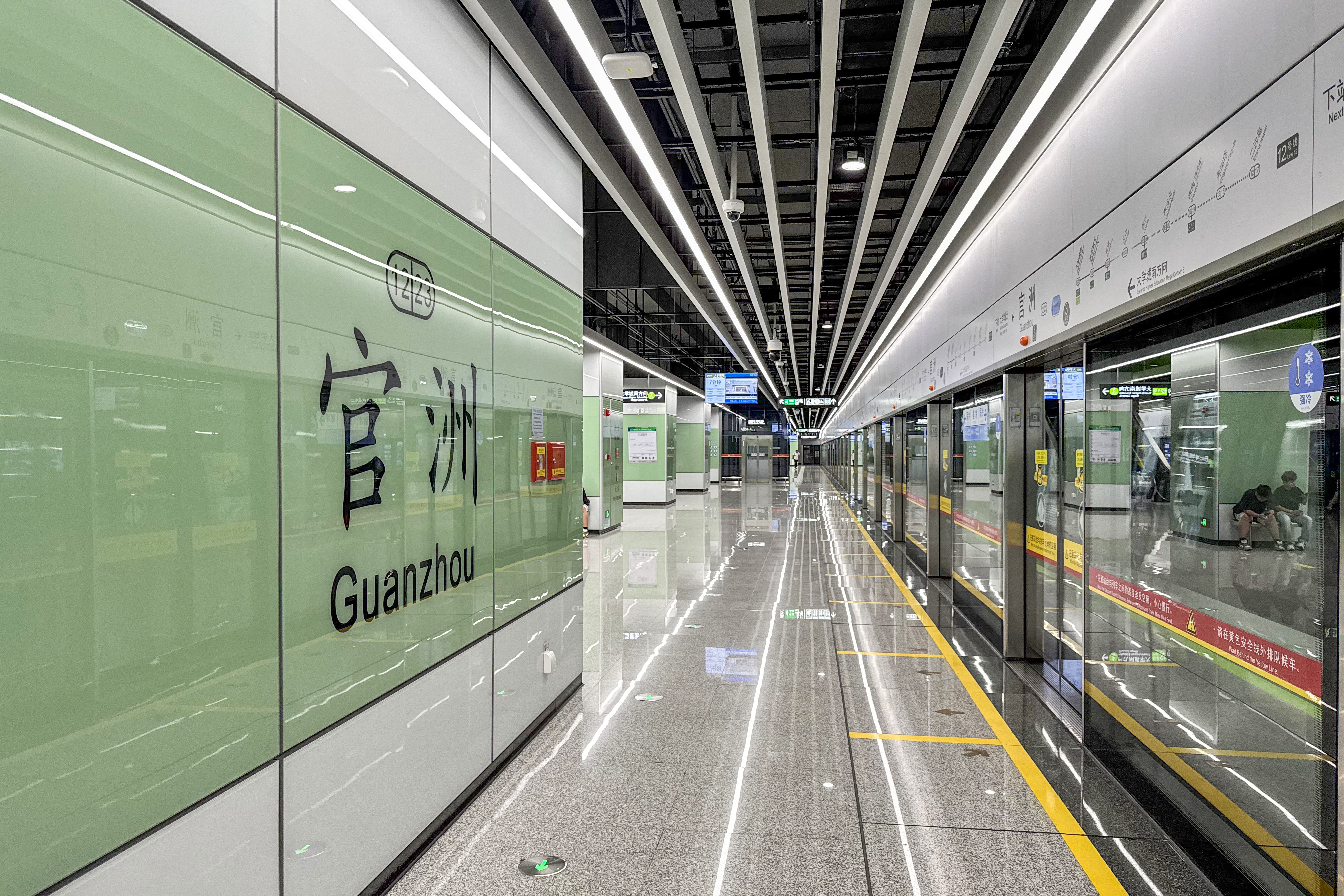
12号线3站台

官洲站4号线和12号线各自設有一個島式月台，上层的4号线站台位於官洲島中部螺旋大道交汇点的地底，下层的12号线站台位于官洲岛中部规划星際二路延長線的地底。两线月台大致呈「V」字型。
本站的卫生间和母婴室设于12号线站台往大学城南方向的端头。

### 出入口
官洲站目前设有6个出入口供乘客进出。
本站启用时另设有C出入口，该口因配合12号线车站工程而在2019年11月27日停用並拆除，12号线车站启用后另新增三个出入口。
|                                                             |                                                           |      |          |                                                                                       |
|                                                             |                                                           |      |          |                                                                                       |
| 编号                                                        | 设施                                                      | 照片 | 出口指示 | 建议前往的目的地                                                                      |
| 4号线站厅                                                   |                                                           |      |          |                                                                                       |
| A                                                           | 扶手电梯标志                                              |      | 生物岛   | 螺旋大道、生物岛隧道、星汉大道、星际一路、广州盛捷生物岛服务公寓 公交：地铁官洲站总站 |
| B                                                           | 盲道标志 · 轮椅升降台标志 · 无障碍通道标志 · 扶手电梯标志 |      | 生物岛   | 螺旋大道 公交：官洲叠翠园站                                                           |
| D                                                           | 扶手电梯标志                                              |      | 生物岛   |                                                                                       |
| 12号线站厅                                                  |                                                           |      |          |                                                                                       |
| E                                                           | 盲道标志 · 扶手电梯标志                                   |      | 生物岛   | 寰宇三路、星际一路、星岛环北路                                                        |
| F                                                           | 扶手电梯标志                                              |      | 生物岛   | 螺旋大道                                                                              |
| G                                                           | 盲道标志 · 升降机标志 · 无障碍通道标志 · 扶手电梯标志     |      | 生物岛   | 寰宇三路、星际一路、星岛环北路                                                        |
| 註： 設有 \| 設有 \| 設有 \| 設有輪椅升降台 \| 設有扶手電梯 |                                                           |      |          |                                                                                       |

## 接駁交通
| 公交 \| 编号 \| 编号 \| 线路 \| 线路 \| 线路 \| 收费 \| 备注 \| \| ---- \| ---------- \| ------------------ \| ---- \| ---------- \| ---- \| ----------------------------------------------------------- \| \| \| 353 \| 地铁官洲站 \| ↺ \| 地铁官洲站 \| 2元 \| 经星岛环南路（星汉二路路口）、生物岛水墨园 不大于20–30分/班 \| \| \| 高峰快线74 \| 珠影（地铁客村站） \| ⇆ \| 螺旋四路东 \| 2元 \| 252路附属线路 \| \| \| 夜125 \| 地铁官洲站 \| ↺ \| 地铁官洲站 \| 3元 \| 经螺旋三路，不经生物岛水墨园 353路附属线路 \| |            |                    |      |            |      |                                                             |
| 编号 | 编号       | 线路               | 线路 | 线路       | 收费 | 备注                                                        |
| | 353        | 地铁官洲站         | ↺    | 地铁官洲站 | 2元  | 经星岛环南路（星汉二路路口）、生物岛水墨园 不大于20–30分/班 |
| | 高峰快线74 | 珠影（地铁客村站） | ⇆    | 螺旋四路东 | 2元  | 252路附属线路                                               |
| | 夜125      | 地铁官洲站         | ↺    | 地铁官洲站 | 3元  | 经螺旋三路，不经生物岛水墨园 353路附属线路                  |

## 利用狀況
本站是官洲島唯一的地鐵車站，更曾經為進入官洲島的唯一陸路交通方式。当时由於官洲岛仍未有道路通往外界，在本站启用前只可以乘船进出官洲岛。官洲島雖作為國際生物島進行規劃，而且在2008年開始封島進行建設，但很长一段时间内未得到有效開發，導致本站的客流一直處於極低的水平；广州地铁曾发布2011年7月的线网各站日均客流量，本站以400人次排名倒数第二。随着岛上设施的完善，以及进驻生物岛的企业增加，令本站客流亦有所增长。

## 歷史

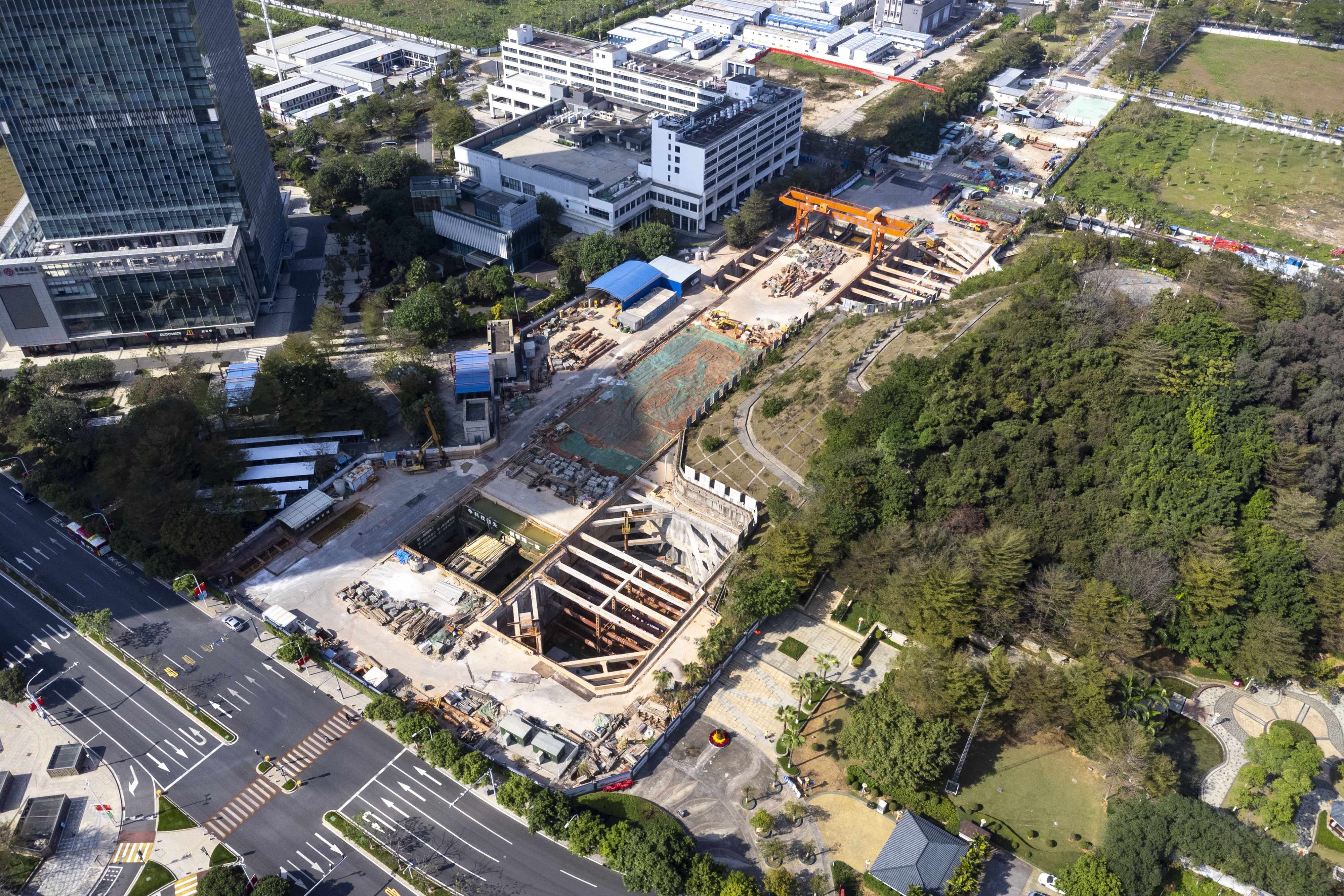
12号线车站工地（2023年1月）

本站最早出現在2000年的《近期線網規劃實施調整方案》中，作為新出現的4號線的其中一個中途站，同時也是廣州國際生物島的配套設施之一。隨後本站被列入4號線首通段（大學城專線）工程內，先行建設。2005年12月26日，4號線首通段（大學城專線）正式通車，車站落成啟用。
12号线车站规划方案最初出现于2008年方案中，本站至大學城南段作为该线與4號線並行三站因而设站，2017年3月，12號線被納入广州地铁三期建设规划方案获国家发改委批复，经过环评后12号线车站最终落实建设，并于2019年4月12日起围蔽施工，2019年12月26日开始主体结构施工，2020年11月24日实现主体结构封顶，2024年12月完成“三权”移交。2025年6月29日，本站12号线部分启用。
4号线在启用初期付费区位于西南一侧，后因配合12号线车站换乘需要，付费区范围改为东北一侧以接入12号线站厅付费区。